# Политическое устройство государства Сасанидов

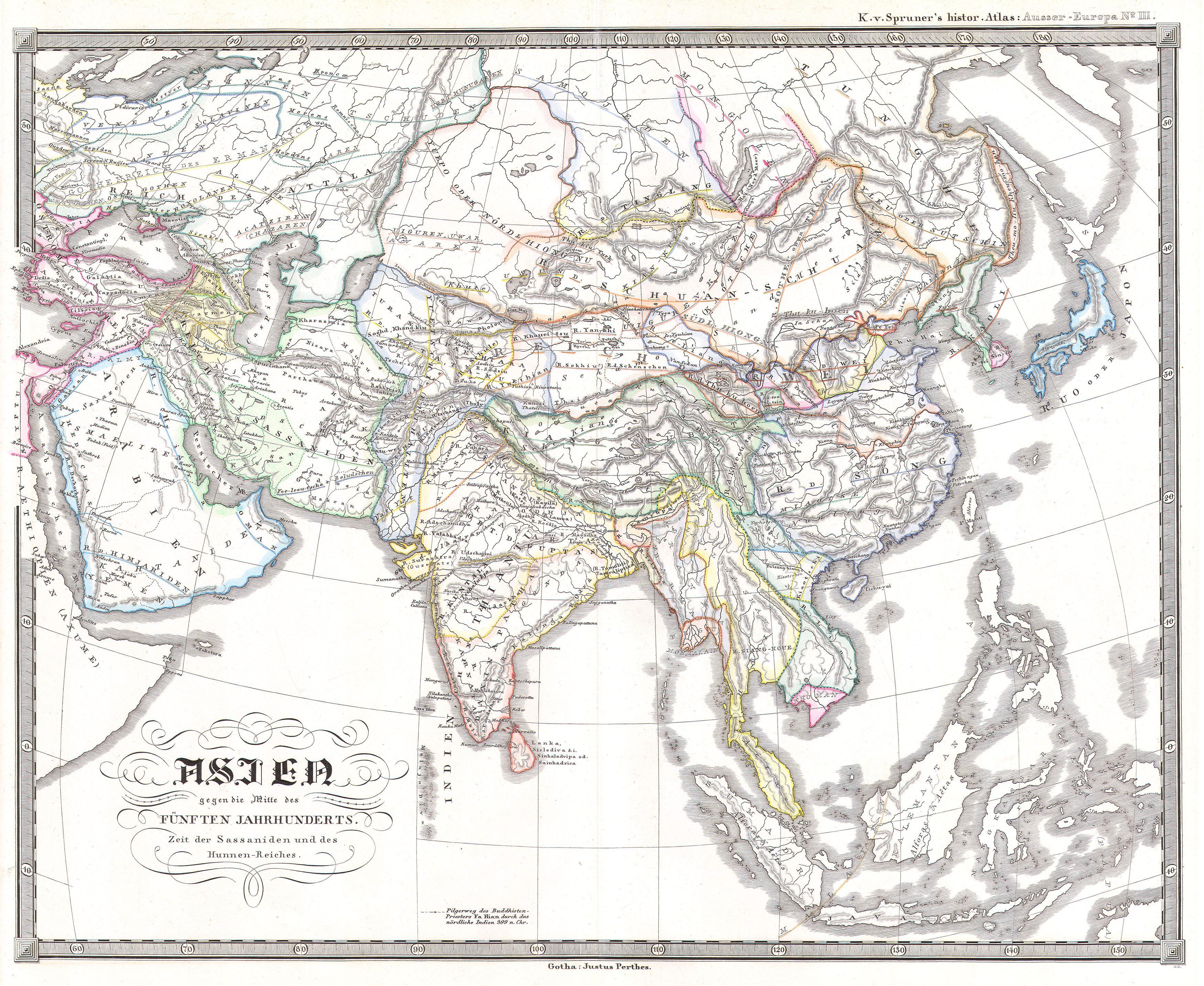
Государство Сасанидов (обведено зелёным) на фоне политической карты V века

Политическое устройство Персии при Сасанидах претерпело существенные изменения по сравнению с ахеменидским и парфянским периодами. Основными тенденциями сасанидского периода являлись усиление централизации государственной власти, что можно рассматривать как возвращение к временам Дария I, и создание государственной религии на основе зороастризма, что являлось новацией. Основы нового политического устройства были заложены в правление основателя государства Сасанидов, Ардашира Папакана.
За четыре столетия существования государства его устройство не было неизменным. Сопоставление источников, восходящих к позднесасанидской традиции, с официальными надписями первых сасанидских царей показывает, что государственный аппарат и отдельные институты прошли сложный путь к централизованному бюрократическому государству позднего периода. Некоторые из изменений связаны с проведёнными отдельными правителями комплексными реформами, самые масштабные из которых относятся к правлению Хосрова I Ануширвана.
Во главе государства стоял царь из правящей династии потомков Сасана, носящий титул «царя царей» и власть которого теоретически была неограниченной. Как и при правивших Парфией Аршакидах, государство подразделялось на ряд царств, областей и территорий, в разной степени зависимых от центральной власти. Существовала сложная иерархия государственных должностей, и в целом административно-бюрократический аппарат в империи Сасанидов был очень обширен. Суд находился в руках жречества, иерархия которого также складывалась постепенно.

## Структура общества до Сасанидов

### Ахеменидский период

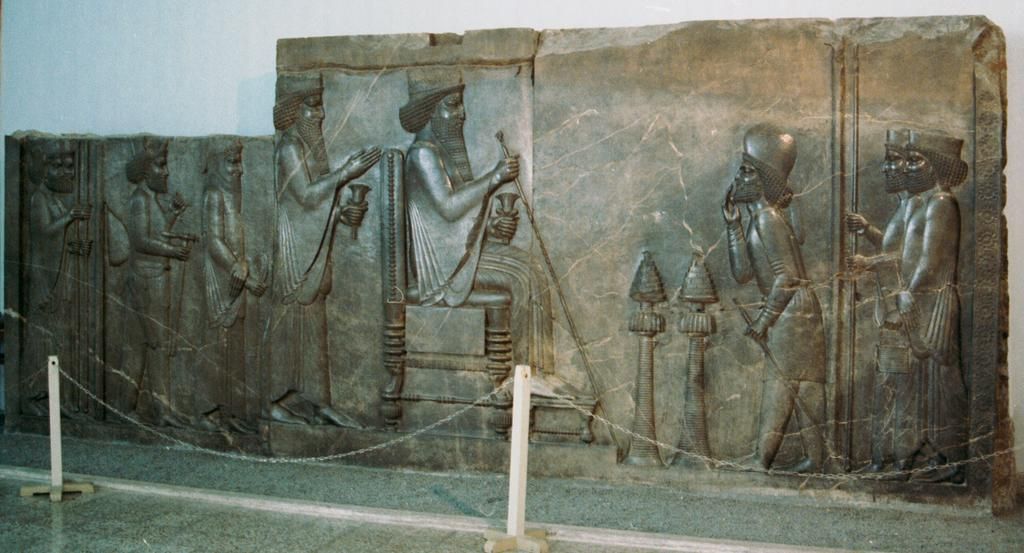
Царская аудиенция. Барельеф из Персеполя

С древнейших времён в Иране существовало патриархальное общество, состоящее в территориальном отношении из структур четырёх уровней: дом (nmana-), деревня (vis-), племя (zantu-), страна (dahyu-). Народ называл себя арии; от названия его политического объединения Āryānām Khshathram, по мнению Э. Герцфельда (1934), произошло этническое и географическое понятие Ērān, соответствующее сегодняшнему Ирану. Впоследствии этот тезис был подвергнут критике в работах итальянского востоковеда Ж. Ньоли (1937—2012), утверждавшего, что идея национального государства в Иране возникла при основателе государства Сасанидов Ардашире Папакане. В свою очередь, теория Ньоли последовательно критиковалась в работах А. Шахбази.
Государство Ахеменидов стало продолжением империй Ассирии, Вавилона и Элама. Его политическая система, унаследованная от царей Вавилона и Мидии и развитая при Кире и Дарии, не исключала древний патриархат. Так, например, в одной из надписей Накше-Рустама Дарий называет себя сыном Виштаспы (семья), Ахеменидом (род), персом (племя), арием (нация). С другой стороны, на основе сведений Геродота можно выделить также трёхчастное деление (народ-племя-род) или предложить другие реконструкции вертикальной структуры общества.
У персов-ахеменидов было 7 знатных родов, возвышение которых Геродот связывал с участием в убийстве лже-Смердиса Гауматы. Власть знатных семей не ограничивалась деревнями в собственно Персии, откуда они были родом — их обширные владения были по всей империи. Кроме этого привилегированного круга знатных семей существовали также «вассалы» как, например, в Малой Азии старые правящие семьи продолжали править под сюзеренитетом верховного правителя и надзором сатрапа. Подобного положения могли достичь даже иностранцы, например, греки, хотя положение таких владетелей было не вполне ясным. Основная масса иранского населения состояла из свободных воинов-общинников, заселявших большую часть территории страны, кроме рабовладельческих имений царя и крупной персидской знати. Часть территории принадлежала крупным храмам и городам. В любом случае, каждый подданный империи был «слугой» (bandaka-, букв. «тот кто связан»), хотя часто встречающееся определение общественных отношений в этот период как феодальных не является вполне верным так как не учитывает, например, существование института рабства.
Имеющиеся надписи, к сожалению, не дают полной картины структуры провинциальной администрации. Вероятно, сатрапы появились не при первых ахеменидских царях; после административной реформы Дария I существовало 20 сатрапий. Однако, судя по некоторым надписям, на которых упоминаются правители нескольких регионов, сатрапы не были высшими чиновниками.

### Эллинистический период

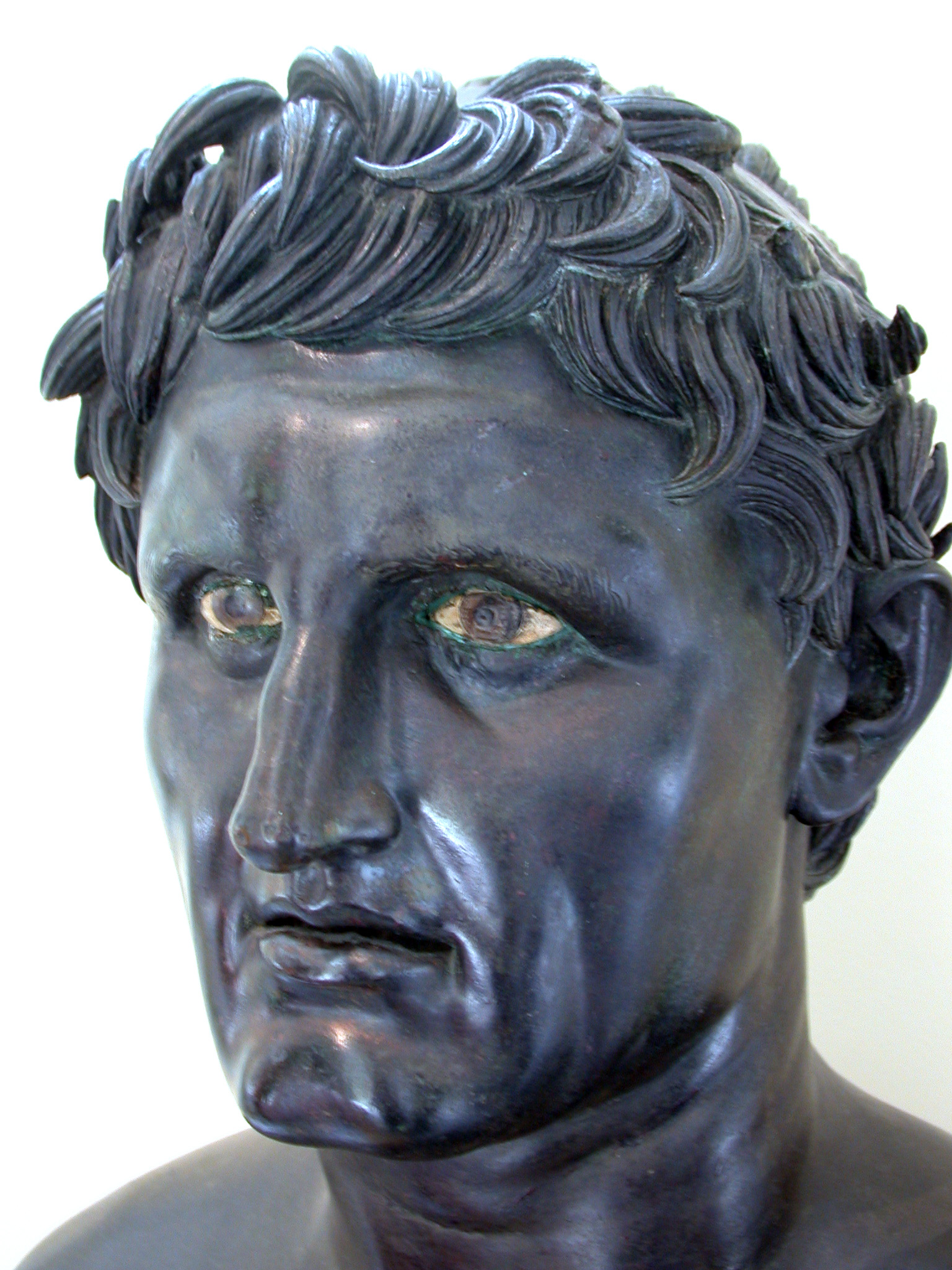
Селевку I приписывается фраза «всегда справедливо то, что постановлено царем»

На захваченных территориях Александр Македонский изменил систему управления провинциями, намеревась упрочить центральную власть. Власть в сатрапиях была разделена — у сатрапов были отняты управление финансами и гражданская власть. Сбор налогов и все финансовые вопросы были сосредоточены в руках особого чиновника, подчиняющегося главному казначею, ответственному только перед царём. Проведение денежной реформы — введение серебряной драхмы и отъёма у сатрапов права чеканить монету, способствовало объединению государства и упрочнению экономических связей между отдельными его частями.
Восточные области государства Александра, включавшие Иран и части Средней Азии и Индии были разделены на 14 сатрапий. В результате раздела наследства Александра эти территории достались диадоху Селевку. Структура государства при нём и его первых преемниках точно не известна. Хотя Аппиан сообщает о 72 сатрапиях, на которые подразделялось государство Селевкидов, некоторые исследователи склоняются к цифре 25-28 сатрапий, подразделявшихся на епархии, в свою очередь состоящие из гипархий. Каждая сатрапия имела свою столицу, в которой находилась резиденция стратега, которому принадлежала военная и административная власть, а также центральные учреждения сатрапии. Каждая сатрапия в экономическом и политическом отношению тяготела к одному из трёх основных центров державы: малоазийские сатрапии имели общим центром Сарды в Лидии, сирийские — Антиохию, Месопотамия и Иран — Вавилон, а затем Селевкию. Во главе всей государственной администрации стоял имеющий неограниченную власть царь, получавший власть по праву наследования.
В отличие от предыдущего периода, при Селевкидах велось активное градообразование, новые полисы образовывались по всей стране, в том числе и в иранских сатрапиях. При этом в отличие от классических, полисы Селевкидов имели ограниченное самоуправление, не выходящее за рамки внутренней жизни города. Города подчинялись непосредственно царю, а не сатрапу.

### Парфия

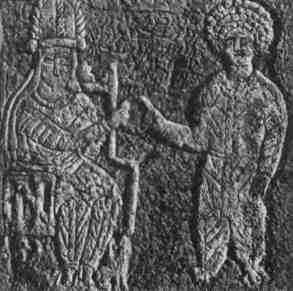
Рельеф из Суз, изображающий парфянского царя Артабана V (IV) (слева) и его сатрапа Хвасака (справа)

Скудная и разрозненная информация, относящаяся к парфянскому периоду истории Ирана, не позволяет произвести подробное исследование социальной структуры Парфии. Тем не менее можно сделать вывод, что в обширной империи они имели некоторые различия в разных её частях. В Месопотамии это были многолюдные города-государства с преобладающей греческой культурой, в Персии прежние сатрапии продолжали существовать в качестве вассальных государств, в собственно Парфии население вело преимущественно кочевой образ жизни.
В целом, парфянское общество было разделено на две основные группы: аристократию с одной стороны и крестьян, общинников и рабов с другой. Краткая информация о соотношении свободных и не свободных в армии Парфии содержится в греческих источниках (Плутарх, Помпей Трог). Значительное количество городов даёт основания предположить, что существовала достаточно обширная прослойка простых горожан — ремесленники, торговцы, артисты и т. п.
Одним из самых важных источников о природе царской власти в Парфии является краткое утверждение из Географии Страбона со ссылкой на Посидония: «высший совет состоит у парфян из двух частей: в одну часть входят родственники царя, в другую мудрецы и маги. Царя выбирают из обеих частей». Некоторыми исследователями оно интерпретируется как указание на унаследованные от кочевников клановые традиции. По мнению В. Г. Луконина здесь могла иметь место интерполяция Страбоном известных ему сведений, относящихся к данному вопросу у Селевкидов.
В ходе междоусобных войн I века до н. э. — I века н. э. правящие круги Парфии оказались разделены на две противоборствующие группировки. С одной стороны, это верхи греческих и восточных городов Месопотамии и Вавилонии и некоторая часть парфянской знати, осевшая на западе. С другой — парфянская знать, связанная с иранскими территориями царства Аршакидов. Политической программой первой группировки был союз с Римом, тогда как вторая стремилась к восстановлению державы Кира и Александра.
Эта борьба стала отражением глубоких внутренних различий между двумя обширными частями Парфии. Это различие нашло отражение в описаниях греческих географов и историков — Исидора Харакского и Плиния Старшего. Последний в своей «Естественной истории» сообщает, что 18 парфянских царств делятся на две группы, состоящие из 11 и 7 царств, граница между которыми проходила через Мидию. Вследствие этого широко распространена точка зрения, что в течение существенной части своей истории Аршакиды возглавляли децентрализованную систему управления, основу которой составляла феодальная знать. При этом используемое в данном контексте понятие «феодальный» является предметом дебатов.

## Разделение общества
Существенные отличия в положении той или иной гражданской группы в Сасанидском государстве определялись следующими признаками:
- «иранство» — «не иранство», то есть противопоставление по этнической и религиозной принадлежности;
- «азатство» — «не азатство», то есть по принадлежности к привилегированному классу;
- принадлежность к сословию;
- отношение к налоговому обложению;
- отношение к воинской и трудовой повинности[27].

### По профессиям

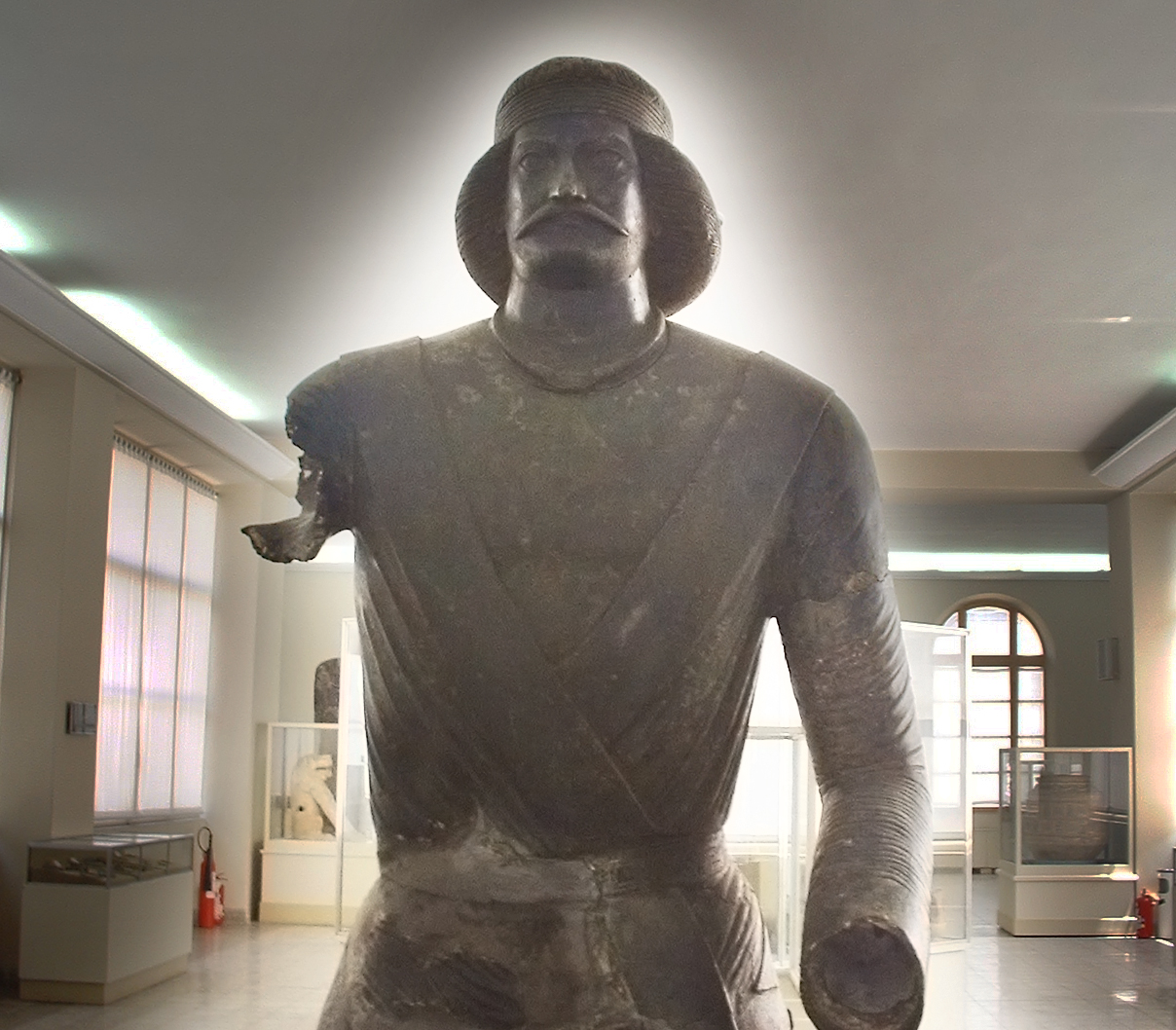
Скульптурный портрет парфянского аристократа из Иранского Национального музея(найден в провинции Хузестан)

Подобно античному делению на три или четыре сословия, описанному в Авесте — жрецы āθravan-, асраван; воины или «колесничие» raθaēštar-, ратайштар; земледельцы vāstryō fšuyavant-, вастрьо-фшуйант; неполноправные hūiti-, хути — в сасанидский период также существовало четыре сословия, каждое из которых, в свою очередь, делилось на многочисленные классы:
1. Духовенство пехл. āsrāvan;
  1. Судьи пехл. dādhvar;
  2. Жрецы пехл. dādhvar;
    1. Маги пехл. mōgh;
    2. пехл. mōbadh, мобед;
    3. пехл. hērbadh[29], хирбад;
2. Воины пехл. artēshtārān;
  1. Всадники;
  2. Пехотинцы;
3. Чиновники пехл. dibhērān с многочисленными подклассами;
4. Народ, подразделяющийся на
  1. крестьян пехл. vāstryōshān;
  2. ремесленников пехл. hutukhshān с многочисленными подклассами;
  3. торговцев[30].

В таком виде сословная структура сформировалась не позднее V века.
Каждое сословие имело своего главу. Так, у духовенства это был мобедан-мобед (пехл. mōbadhān mōbadh), у воинов — Эран-спахбад пехл. Ērān spāhbadh, у чиновников — Эран-дибхебад (пехл. Ērān dibhēbadh) или дибхеран-махишт (пехл. dibhērān mahisht). У четвёртого сословия — вастрьошансалар (пехл. vāstryōshānsālār), или вастрьошбад пехл. vāstryōshbadh, или хутухшбад пехл. hutukhshbadh. У каждого главы сословия был свой штат: администратор, отвечавший за учёт населения в данном сословии, казначей, отвечавший за учёт доходов, и образовательный надзиратель — андарзбад (пехл. andarzbadh), следивший за тем, чтобы каждый с детства получал полагающееся ему образование.

### По происхождению

#### Свободные
Наряду с описанным выше, существовало другое разделение, унаследованное с парфянских времён и отражавшее становление феодальных отношений. Первым известным упоминанием о нём является двуязычная надпись Шапура I в Аджи-абаде, в которой он пишет он некотором примечательном пуске стрелы во время своей охотничьей прогулки и перечисляет категории лиц, в чьём присутствии произошло это событие. Из этой надписи можно заключить, что существовали такие категории, как пехл. shahrdārān — принцы, пехл. vāspuhrān — главы или, возможно, все члены знатнейших семей, пехл. vuzurgān — «знатные» и пехл. āzādhān — «свободные» или «благородные».
Как это деление, охватывающее только привилегированные классы, соотносилось с сословиями, не известно. С течением времени оно менялось и было, в целом, очень сложным.
Shahrdārān
Представители высшего класса Ирана носили титул «царь», что приводило к именованию шаха как «царя царей». В начале этот класс формировался за счёт вассальных правителей, правивших на окраинах империи, царьков, которые решали перейти под защиту правителя Ирана и которым гарантировалось управление своей территорией взамен на предоставление определённого количества войск или, возможно, выплаты дани. Среди таких вассалов были и арабские царьки Хиры. Аммиан Марцеллин упоминает в свите Шапура II царей хионитов и албанцев.
Термин shahrdārān происходит от sātra — страна и dar — держать и соответствует термину сатрап. Оно также упоминается в надписи Пайкули применительно к правителям саков. Тот факт, что shahrdārān сопровождают шаха на охоте, свидетельствует о том, что это не просто правители областей, а более широкое понятие. В начальный период[когда?] власти Сасанидов Армения, управляемая царями из рода Аршакидов, являлась вассальным государством Ирана и её правители, вместе с правителями Иберии, носили титул пехл. bidhakhsh. В 428 году Армения стала персидской провинцией, управляемой пехл. marzbān'ом. Государство Сасанидов сохраняло древнее разделение на четыре топархии, во главе которых начиная с V века стояли марзбанами. По своему положению эти четыре марзбана были равны членам упомянутых выше царских семей и, как и они, носили титул shāh.
К этой же категории относились и члены правящей в Иране династии. Согласно древней традиции, сыновья шаха, по крайней мере те, которые могли рассчитывать в будущем занять престол, получали в управление одну из важных провинций. Так, братья Шапура I, Ардашир и Пероз получили в управление Керман и Кушан соответственно. Будучи наследниками престола, Шапур I, Ормизд I, Бахрам I и Бахрам II были правителями Хорасана и царями кушан, Бахрам III и Ормизд III управляли Систаном с титулом пехл. Saghānshāh, Ардашир II получил Адиабену, Бахрам IV — Керман с титулом пехл. Kermānshāh.
Vāspuhrān
…у мидян есть семь родов, которые ведают делами, требующими прозорливости и считающимися наиболее важными; что они получили это право по древнему закону и что иначе дела идти не могут. Говорят, что один род – Арсакидов  имеет право на царскую власть и он возлагает на царя царскую диадему, второй стоит во главе военных дел и назначает военачальников, третий ведает государственными делами, четвертый разрешает споры относительно мятежей и среди нуждающихся в водворении порядка, пятый является руководителем конницы, следующий за ним ведает сбором податей с царских подданных и наблюдает за царской казной, седьмой заведует изготовлением оружия и военного одеяния; считается, что этот закон был введен в персидском царстве Дарием, сыном Гистаспа.
На втором месте в классовой системе сасанидского государства находились главы могущественных семей, важнейшими из которых были семь семей, считавшихся знатными ещё в парфянский период. По своему происхождению они были равны правителям Ирана и имели право носить такие же короны, только меньшего размера. Три из этих семей, Карены, Сурены и Аспахапеты вели свою родословную от Аршакидов и добавляли к своему имени Пахлав. Владения этих семей находились в различных частях государства. Первой среди этих семей считалась семья Сасанидов. Так, принц Пероз, брат Шапура I, называется в надписи Пайкули vāspuhr i Sāsānāghān, vāspuhr из Сасанидов. Сведения об остальных семьях и их владениях приводятся в хронике ат-Табари.
Вероятно, высшая феодальная знать не исчерпывалась этими семьями. В источниках упоминаются большое количество фамилий, оканчивающиеся на -ān, что обозначало принадлежность к феодалам, например, род Кавосакан (Kāūsaghān), к которому принадлежал упомянутый Фаустом Византийским полководец Шапура Дмавунд Всемакан. Однако в целом, размер контролируемых ими территорий не был значительным.
Не известно, ни какими привилегиями обладали члены этого класса, ни до какой степени была полна их власть в своих владениях. Они должны были платить налоги и нести военную службу под командованием своего сюзерена. У членов семи семей также были некоторые наследственные почётные обязанности, о чём сообщает Феофилакт Симокатта.
Существование этого класса не прекратилось и после падения династии Сасанидов. Ибн-Хаукаль и Аль-Масуди в X веке отмечали существование в Парсе традиции, согласно которой важные административные посты занимали выходцы из старинных фамилий.
Vuzurgān
В сасанидской хронике, частично вошедшей в состав труда ат-Табари постоянно упоминаются «великие и знатные». Каждый раз, когда новый шах вступал на престол, они собирались для принесения клятвы верности шаху и выслушивали его тронную речь. Это они свергли Ардашира II и лишили жизни Шапура III. некоторые из «великих и знатных» участвовали в попытке устранения от власти сыновей Йездигерда I.
В некоторых случаях использовалось выражение «великие и выдающиеся [люди]», в других просто «великие». Ими комплектовались высшие чиновники — министры и руководители местных администраций.
Āzādhān
Низший, самый многочисленный слой господствующего класса составляли āзāты. Значение термина āzādhān, традиционно переводимого как «свободные», «члены знатного рода» известно не точно. Предполагается, что так арии называли жителей завоёванных территорий. С течением времени, в результате расового смешения, возникло значительное количество свободных семей арийского происхождения среди массы порабощённого крестьянского населения. Этому процессу взаимопроникновения способствовали войны, долговые превратности, семейные разделы собственности и т. п. Среди арийских семей, сохранявших своё происхождение в относительной чистоте, некоторые смогли возвыситься до vāspuhr, тогда как другие сформировали слой мелкой аристократии, достаточно многочисленный при Сасанидах. Вероятно, в военное время из этого класса формировалась конная часть армии, а в мирное они жили на своих землях и обрабатывали их с помощью своих крестьян. Вполне естественно, что у народа, с древних времён имевшего склонность к верховой езде, роль класса, поставляющего кавалерию, с течением времени только возрастала.
С другой стороны, к категории āzādhān относились пехл. kadhagh-khvadhāyān, «главы домов», и пехл. dēhkānān, «главы деревень», занимавшие наследственные посты в местных администрациях. Хотя их роль в крупных исторических процессах не велика, они составляли основу государственной власти. Dēhkānān подразделялись на пять классов, каждый из которых отличался по одежде. Основной их задачей являлось обеспечение сбора налогов.

#### Рабы
В стране, как и в предшествующие периоды, имелось большое количество рабов, различавшихся по назначению и происхождению. В «Судебнике» зафиксированы различные термины, обозначавшие лиц в этом состоянии и самым распространённым из них был bandak, употреблявшийся также в переносном смысле как «подданный царя царей». Собственниками рабов были не только физические лица, но и храмы.
Источниками рабов были военнопленные, мятежники из покорённых областей, рабство по рождению и самопродажа в рабство. Патриархальная власть главы семьи давала ему право передавать в залог или продавать (только в определённых обстоятельствах) в рабство своих совершеннолетних сыновей. Существовала сложная система вольноотпущенничества.

### По вероисповеданию
Анализ сохранившихся юридических текстов позволяет сделать вывод, что в сасанидский период или ранее этноним «иранец» (ērān) стал употребляться как синоним слов, обозначающих «зороастриец». При этом известно, что при Сасанидах в Иране периодически происходили жестокие гонения на не-зороастрийцев. Однако в целом этническая или религиозная принадлежность не имели особенного значения, правовая дискриминация не-зороастрийцев проводилась почти исключительно в области административного права. При этом отступничество зороастрийцев влекло к потере полагавшегося по праву рождения места в общине и всех связанных с этим прав.
Правовое положение не-зороастрийцев зависело от исповедуемой ими религии. Если христиане и иудеи входили в соответствующие общины, пользующиеся собственными правовыми системами — Судебником Ишобохта и Вавилонским Талмудом, то исповедование манихейства и колдовство считалось преступлениями, караемыми конфискацией имущества.

## Государственное управление

### Великий визирь
За непосредственную реализацию повелений шахиншаха отвечал великий визирь, которому подчинялся разветвлённый бюрократический аппарат. Великий визирь носил титул хазарпат  (пехл. hāzarbadh), что соответствовало званию хилиарха, командира тысячи воинов, после завоевания Персии Александром Македонским. Под именем hāzarpati чиновники, через которых цари правили страной, были известны ещё при Ахеменидах. Это же название использовалось и парфянами. В Армении главный министр шаха был известен как hazarapet dran Ariats. По информации ат-Табари, использовались и другие термины — вазург-фраматар (пехл. vuzurg-framādhār) и пехл. Dar-andarzbadh, «советник (наставник) двора».
Известен ряд носителей этого титула — Abharsām при Ардашире I, Khusrō-Yasgard при Йездигерде I, Михр-Нарсе (Mihr-Narsē) из рода Спендиат при Йездигерде I и Бахраме V, Sūrēn Pahlav при Бахраме V.
Сохранилось не много сведений о том, каков был объём обязанностей и полномочий великого визиря. Видимо, он не только управлял делами государства под контролем «царя царей», но также и замещал последнего во время его отсутствия. Также в его функции входили дипломатические переговоры и командование войсками. В VI веке власть великого визиря была сокращена. После арабского завоевания эта должность сохранилась, а власть её носителей увеличилась.

### Бюрократический аппарат

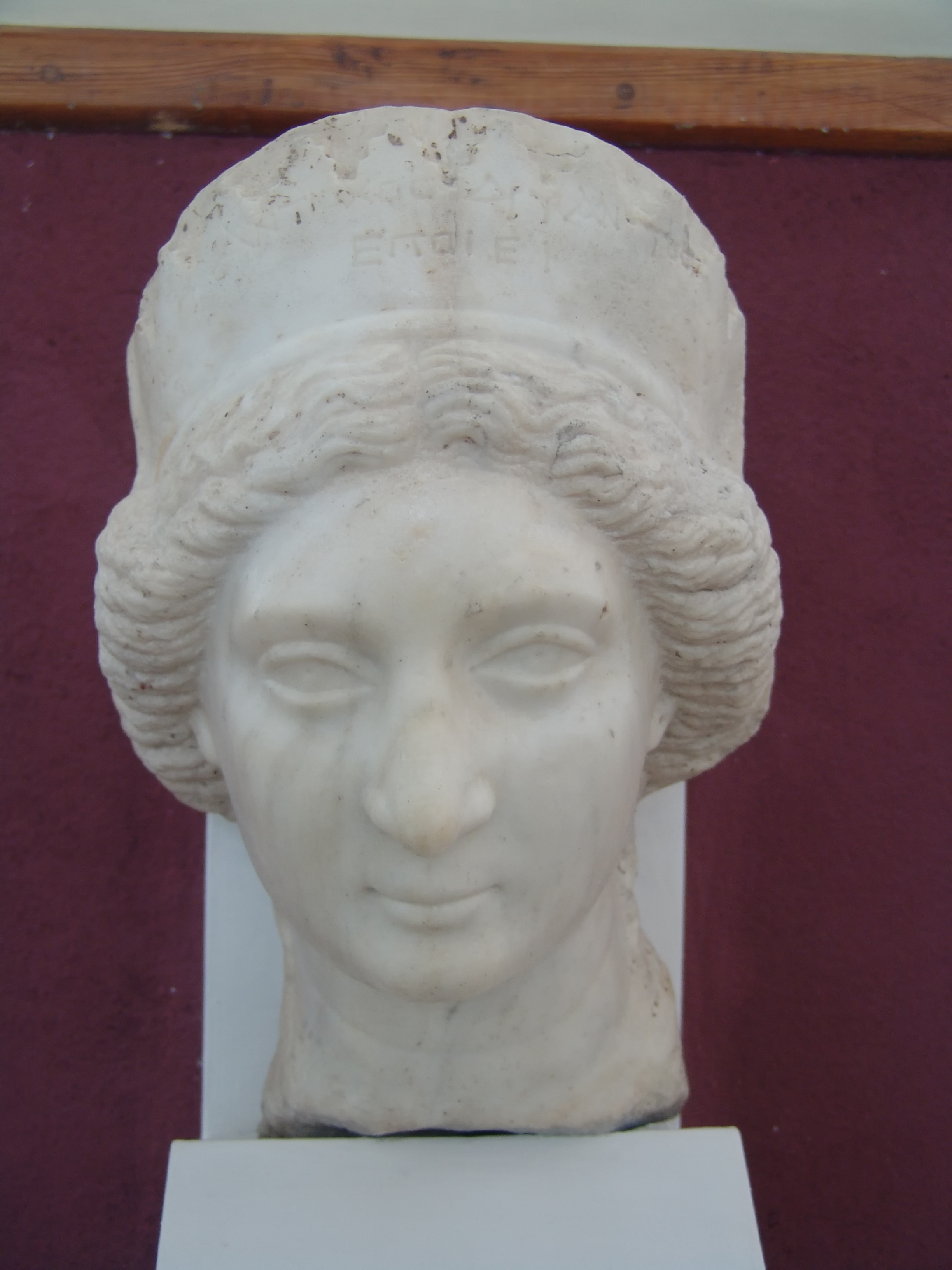
Бюст парфянской царицы Музы.

С ростом бюрократического аппарата в государстве Сасанидов возрастала важность сословия чиновников-писцов (dibhērān). Их функции были разнообразны и требовали различных навыков. Некоторые из них сопровождали армию, тогда как другие работали в аппарате местных царей. Писцы шаха были ответственны за оформление его посланий и переводы на иностранные языки. Сложность их задачи была связана с необходимостью придерживаться определённой формы, включения в текст моралистических и религиозных афоризмов, стихов, загадок и т. п. для придания документу элегантности. Также требовалось отразить все нюансы отношений между отправителем и адресатом. Сохранившиеся печати писцов указывают на наличие в этом сословии различий по должности и региону, за который они отвечали. Глава этой корпорации назывался пехл. Ērān dibhēbadh и относился к окружению шаха, выполняя иногда его дипломатические поручения. Иерархия чиновников сохранилась у Аль-Хорезми.
Многие региональные правители из правящей династии имели собственную свиту, включавшую советника, священника, писца, стражу, гонцов, различных местных клановых лидеров. Роль последних возросла после подавления маздакитского движения, когда Кавад I смог ограничить власть высшей аристократии.

### Управление провинциями
Как и Парфия, государство Сасанидов подразделялась на ряд царств, областей и территорий, степень зависимости которых от центральной власти была не одинакова. С течением времени менялись как границы провинций, так и принципы их объединения в более крупные военно-административные единицы. Сами провинции были различны по размеру и внутренней структуре. Во главе области стоял правитель, в зависимости от различных обстоятельств носящий титул шах, шахредар, шахрап, хватай, марзпан. У некоторых областей не наследственными правителями были принцы правящей династии с титулом шах. Титул марзпан не встречается в ранних надписях, а в более поздних обозначал правителя пограничной области.
Известная также должность канаранг, обозначавшая правителя восточной части Ирана, ответственного за оборону этого направления от кушанов и эфталитов. В последней четверти III века его резиденция находилась в Мерве. Впоследствии звание канаранг носил правитель провинции Абаршахр с резиденцией в Нишапуре.
Точных сведений о более мелких административных единицах не сохранилось. Некоторые из областей делились на тасуджи и рустаки. Возможно, что области, в которых царские хозяйства были обширны, управлялись особым образом. Судя по надписи Шапура на «Каабе Зороастра», перечисляющей провинции империи в географическом порядке и по квадрантам, крупные города с сельской округой в административном отношении были приравнены к провинциям, и имели во главе наместника с титулом сатрапа.
Более крупные административные единицы (паткос) включали несколько провинций и управлялись, обычно, родственником царя с титулом паткоспан. Паткоспанов было четыре, по одному на каждую сторону света. Данный титул был введён, возможно, Кавадом I. Поскольку не сохранилось административных печатей, соответствующих этим территориальным единицам, оно, вероятно, относилось только к религиозной и военной сферам. Другие источники выделяют 6 регионов.

## Основные институты

### Церковь
С тех пор в течение многих столетий и до настоящего времени много поколений, происходящих из одного и того же рода, посвящается на служение богам. Рассказывают, – если только можно тому верить, – что маги хранят у себя на никогда негаснущих очагах упавший с неба огонь, маленькая частичка которого, как приносящая благополучие, была некогда подносима, как говорят, азиатским царям. Число магов у древних было незначительным, и услугами их пользовались персидские власти при совершении священнодействий. Было грехом приблизиться к жертвеннику или коснуться жертвы, прежде чем маг, произнеся по определенной формуле молитву, не совершит предварительных возлияний. Но постепенно маги размножились, сложились в целый класс населения, который и носит это имя. Маги живут в селениях, не укрепленных стенами, им разрешено жить по своим особым законам, и из уважения к религии они пользуются высоким почтением.
Маги изначально являлись особым мидийским племенем или классом, за которым были закреплены жреческие обязанности. Вместо употребляемого в Авесте термина «асраван», в парфянский и сасанидский периоды использовалось понятие пехл. mōgh. В государстве Сасанидов духовенство всегда было в союзе с феодалами, и в периоды упадка оба эти сословия объединялись против царя, сохраняя при этом независимость друг от друга. Не сохранилось сведений о том, чтобы высшие посты в духовной иерархии занимали выходцы из знатнейших семей. Однако, подобно тому, как Сасаниды, через Ахеменидов, возводили свой род к легендарному покровителю Заратустры, Кави Виштаспе, а многие знатные семьи прослеживали своё происхождение до Аршакидов, мобеды считали своим прародителем другого, ещё более древнего царя, Мануш-читру.
Церковь придавала светской власти сакральный характер и вмешивалась в каждый аспект повседневной жизни жителей страны. По утверждению Агафия Миринейского, «все их [магов] почитают и превозносят и все общественные дела устраиваются по их советам и предсказаниям. Каждому частному лицу, когда дело касается суда или других случаев, они предписывают и навязывают то, что нужно сделать. И вообще у персов ничего не признается законным и справедливым, если оно не одобрено магом». При этом влияние магов выходило за рамки чисто религиозных вопросов, освящения рождений и браков, жертвоприношений. Церковь была также крупным землевладельцем, получившим при Шапуре II владения в Мидии и Атропатене.
Зороастрийское духовенство разделялось на многочисленные классы, в которой маги составляли низший уровень. Служители крупных храмов носили титул пехл. mōghan mōgh, выше которых находились мобеды (пехл. mōbadh), возглавлявшие церковные округа, на которые было разделено всё государство. Глава всех мобедов носил титул пехл. mōbadhān mōbadh, впервые упоминаемый при Ардашире I. Возможно, эта должность существовала и ранее, однако не имела большого значения. По имеющейся информации, мобедан мобед назначался шахом. Службы в храмах проводились хирбадами, о численности которых можно судить по сообщению ат-Табари, утверждающему, что Хосров II построил столько храмов огня, что для них потребовалось 12 000 хирбадов. У этой категории зороастрийских священнослужителей также был свой предводитель, пехл. hērbadhān hērbadh, включаемый в число высших должностных лиц империи. Первым известным носителем этой должности является соратник Ардашира I Тансар, приписываемое которому письмо является ценным источником по организации государства Сасанидов. Известны названия ещё нескольких должностей в зороастрийской церковной иерархии, однако об их значении известно мало.
Значение церкви также было велико и в судебной системе государства.

### Управление финансами
Главным финансовым чиновником государства являлся пехл. vāstryōshānsālār, основной задачей которого был сбор земельного налога, что следует из названия должности, означающего «управляющий земельным налогом». Однако, поскольку другим названием должности было пехл. hutukhshbadh («глава ремесленников», то есть всех тех, кто занимался ручным трудом), вероятно, в его обязанности входил сбор и подушного налога. Среди должностей финансового департамента известно о существовании должности пехл. āmārkār, финансового инспектора или счетовода; при этом титул пехл. Ērān-āmārkār носил великий визирь. В источниках упоминаются также пехл. dar-āmārkār — счетовод двора, пехл. vāspuhrān-āmārkār — счетовод доходов, взимаемых со знати и пехл. shahrpav-āmārkār — счетовод сатрапов, оносящийся к региональной администрации. Отдельный чиновник отвечал за финансы Атурпатакана. Существовала также должность казначея шаха.
Основным налогом являлся земельный, собираемый в зависимости от урожайности той или иной территории. Однако в силу различных обстоятельств (война и т. п.) могли вводиться экстраординарные налоги или наоборот, в честь каких-то событий (восшествия на престол очередного монарха) могли быть прощены недоимки прошлых лет. Важнейшими источниками богатства шахов также были золотые копи и военная добыча.

### Армия
Вплоть до правления Хосрова I иранская армия подчинялась одному главнокомандующему в звании эран-спахпат (пехл. Ērān-spādbadh), обязанности которого состояли не только в командовании армией, но и в общем управлении всеми военными вопросами и ведении мирных переговоров. В своих обязанностях военного министра главнокомандующий мог быть ограничен возможностью вмешательства в военные дела великого визиря и шаха — большинство Сасанидов проявляло интерес к личному участию в войнах. Из полководцев раннего периода сложно сказать, кто был Ērān-spādbadh, поскольку существовали также spādbadh’ы отдельных областей, марзпаны и kanārang’и, которым шах мог доверить ведение кампании. Византийские, армянские и сирийские источники редко сообщают названия должностей иранских полководцев, однако на основании имеющихся сведений можно заключить, что круг должностных лиц, которым доверялось управление войсками, был достаточно широк.
В «Книге деяний Ардашира Папакана» упоминается «глава воинов», пехл. ārtēshtārānsālār. Это звание носил в V веке Kārdār, один из сыновей Mihr-Narsē, и позже Сиявуш при Каваде I. По мнению ат-Табари, ārtēshtārānsālār «был выше, чем spādbadh и почти также высок, как argabadh». После Кавада I эта должность в источниках не упоминается.
Среди других известных армейских должностей — начальник личной гвардии шаха пехл. pushtīghbānsālār, возглавлявший провинциальные пехотные войска пехл. paīghhānsālār и деревенские подразделения лучников пехл. tīrbādh.

### Исследования
на английском языке
- Brunner Ch. Geographical and administrative divisions: settlements and economy (англ.) // Cambridge History of Iran. — Cambridge: Cambridge University Press, 1983. — Iss. 2, no. III. — P. 747—777.
- Daryaee T. Sasanian Persia: The Rise and Fall of an Empire. — I.B.Tauris & Co Ltd, 2009. — 225 p. — ISBN 978 1 85043 898 4.
- Gnoli G. The idea of Iran: an essay on its origin. — Istituto italiano per il Medio ed Estremo Oriente, 1989. — 216 p.
- Lukonin V. G. Political, Social and Administrative Institutions. Taxes and Trade (англ.) // Cambridge History of Iran. — Cambridge: Cambridge Univercity Press, 1983. — Vol. III, iss. 2. — P. 681—746.
- Pourshariati P. Decline and Fall of the Sasanian Empire. — London: I.B.Tauris & Co Ltd, 2008. — 537 p. — ISBN 978 1 84511 645 3.
- Shahbazi S. A. The History of the Idea of Iran (англ.) // Edited By  Vesta Sarkhosh Curtis  and  Sarah Stewart The Idea od Iran. — I.B.Tauris & Co Ltd, 2005. — Vol. 1. — P. 100—111. — ISBN 1 84511 062 5.
- Shaki M. CLASS SYSTEM iii. In the Parthian and Sasanian Periods. Encyclopædia Iranica. Columbia University (21 октября 2011). Дата обращения: 15 января 2012. Архивировано 18 мая 2012 года.

на русском языке
- Адонц Н. Г. Армения в эпоху Юстиниана. — 2 изд. — Ереван: Изд-во Ереванского университета, 1971. — 526 с.
- Бикерман Э. Государство Селевкидов. — М.: Наука, 1985. — 264 с. — 10 000 экз. Архивировано 14 августа 2011 года.
- Гюиз Ф. Древняя Персия. — М.: Вече, 2007. — (Гиды цивилизаций). — ISBN 978-5-9533-2082-5.
- Дмитриев В.А. Политическая история Ирана в эпоху ранних Сасанидов. — М.: Наука, 2019. — 186 с.
- Дьяконов М. М. Очерк истории древнего Ирана. — М.: Изд-во восточной литературы, 1961. — 452 с.
- Колесников А. И. Иран в начале VII века. — Л.: Наука. Ленингр. отд-ние, 1970. — Т. 22 (85). — 144 с. — (Палестинский сборник).
- Кошеленко Г. А. Внутриполитическая борьба в Парфии // Вестник древней истории. — 1963. — № 3. — С. 56—68.
- Периханян А.Г. Общество и право Ирана в парфянский и сасанидский периоды / Ответственный редактор И. М. Дьяконов. — М.: Наука, 1983. — 384 с.

на французском языке
- Christensen A. L'Iran sous les Sassanides. — Copenhague: Levin & Munksgaard, 1944.